# Wheatland, Iowa
Wheatland là một thành phố thuộc quận Clinton, tiểu bang Iowa, Hoa Kỳ. Năm 2010, dân số của thành phố này là 764 người.

## Dân số
Dân số qua các năm:
- Năm 2000: 772 người.
- Năm 2010: 764 người.